# Галкін Павло Андрійович
Галкін Павло Андрійович (рос. Галкин Павел Андреевич; 15 грудня 1922, Нижня Іщередь, Рязанська губернія, РРФСР — 15 червня 2021) — радянський військовий діяч, під час німецько-радянської війни — штурман. Герой Рядянського Союзу (1944), полковник, член КПРС з 1944 р.